# Petr Miller
Petr Miller (* 27. července 1941) je bývalý český a československý politik, během sametové revoluce organizátor stávkového hnutí mezi dělníky, pak ministr práce a sociálních věcí ČSFR a poslanec Sněmovny lidu Federálního shromáždění za Občanské fórum, pak za Občanské hnutí, později manažer a poradce.

## Biografie
Matka (profesí rentgenoložka) krátce po jeho narození zemřela, otec (profesí architekt) musel dítě dočasně předat do kojeneckého ústavu a aby uchránil sestru zemřelé manželky před totálním nasazením, formálně si ji vzal, ale později měli spolu dítě. Otec Petra Millera později zemřel při nehodě na otravu oxidem uhelnatým. Petr Miller ve věku 14 let odešel z domu, vyučil se v Praze kovářem a při zaměstnání vystudoval gymnázium. Započal i studium Vysoké školy ekonomické, ale ze studia byl roku 1970 vyloučen. V letech 1960-1989 pracoval jako kovář v průmyslu. Po 30 let byl zaměstnancem ČKD Praha.
Během sametové revoluce organizoval podporu pro politické změny mezi dělníky v ČKD a zapojil se do politického dění. 23. listopadu vedl průvod dělníků na Václavské náměstí. Už v prosinci 1989 se stal členem vlády. V letech 1989-1992 působil v první vládě M. Čalfy (vláda národního porozumění) i druhé vládě M. Čalfy (vláda národní oběti) jako ministr práce a soc. věcí Československa.
Ve volbách roku 1990 kandidoval za OF do Sněmovny lidu (volební obvod Severočeský kraj). Po rozkladu Občanského fóra přešel roku 1991 do poslaneckého klubu OH. Ve Federálním shromáždění setrval do voleb roku 1992.
Později přestoupil do ČSSD a na jejím sjezdu v Hradci Králové v únoru 1993 byl jedním ze čtyř kandidátů na post předsedy strany. Nezískal ovšem výraznější podporu.
Po odchodu z vrcholné politiky působil jako personální ředitel firem Chemapol Group a ČEZ a generální ředitel letecké společnosti Empirie. Zastával i další posty. Později odešel do penze, žije v Horních Počernicích. Byl třikrát ženatý, má tři děti.